# St. Nikolaus (Ruská Bystrá)

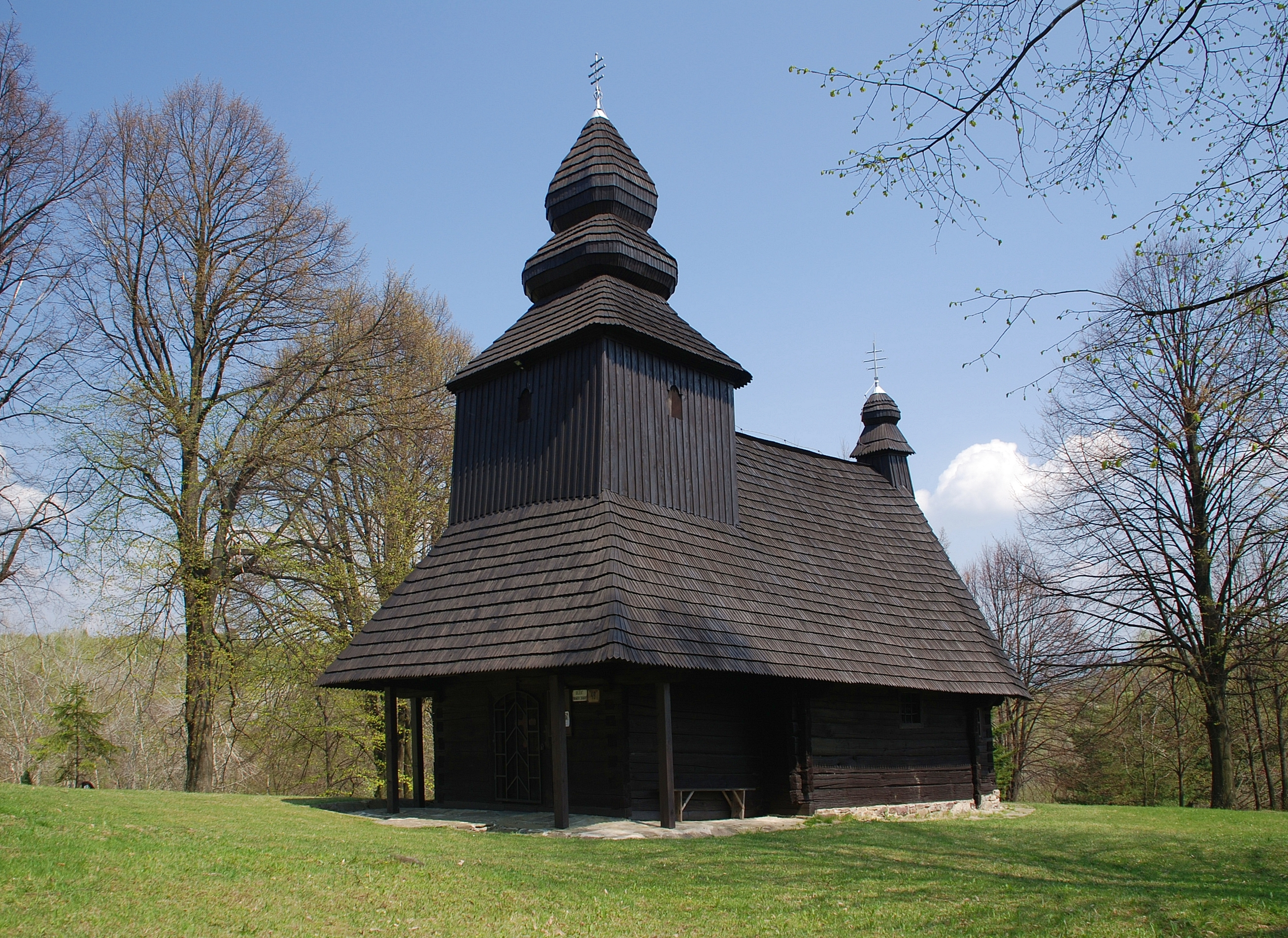
St. Nikolaus in Ruská Bystrá

St. Nikolaus ist eine griechisch-katholische Holzkirche in Ruská Bystrá, Košický kraj, Slowakei. Sie trägt das Patrozinium des heiligen Nikolaus von Myra, genauer ist sie dem Fest der Translatio (von Myra nach Bari) geweiht. Auf Slowakisch heißt die Kirche Chrám Prenesenia ostatkov svätého Mikuláša.
Die Kirche wurde 1730 gebaut. Es handelt sich um ein dreiteiliges Blockhaus mit drei Räumen (Vorraum, Schiff, Altarraum). Über dem Vorraum erhebt sich der größere Turm mit einer zwiebelförmigen Kuppel und einem Kreuz, der kleinere, ähnlich aussehende Turm steht über dem Altarraum.
Die Ikonostase befand sich ursprünglich in einer anderen Kirche und musste wegen ihrer Größe angepasst werden. Die Hauptreihe enthält Ikonen des heiligen Bischofs Nikolaus, der heiligen Gottesmutter, von Christus als Lehrer und der heiligen Paraskeva. An der königlichen Tür sind die vier Evangelisten und die Verkündigung abgebildet. In der zweiten Reihe sind die zwölf Hauptfeste der Orthodoxie und das letzte Abendmahl in der Mitte dargestellt. In der dritten Reihe sind die heiligen Apostel abgebildet, geteilt durch die mittige Ikone von Christus als Hohepriester, mit Ikonen der Gottesmutter und von Johannes dem Täufer an den Seiten. In der vierten Reihe sind die Propheten aus dem Alten Testament abgebildet, darüber befindet sich die Kalvarie, die wegen Platzknappheit gekrümmt werden musste. Im Altar findet man eine Ikone der Kreuzigung Christi.
Seit 2008 ist die Kirche Teil des UNESCO-Welterbes: „Holzkirchen im slowakischen Teil der Karpaten“.